# Заславль (музей-заповедник)
Историко-культурный музей-заповедник «Заславль» — музей-заповедник в городе Заславль Минской области Беларуси. Полное название: Государственное учреждение "Историко-культурный музей-заповедник «Заславль».

## История и описание
Историко-культурный музей-заповедник «Заславль» был основан в 1986 году в городе Заславле Минской области.
Музей-заповедник «Заславль» это сложная система объектов и охранных территорий, на сегодняшний день под охраной заповедника располагается 113 га части города Заславля. На территории заповедника находятся памятники археологии: городище «Замэчек» (X—XII вв.), городище «Вал» с бывшим кальвинистским собором (XI—XVII вв.), Костёл Рождества Пресвятой Девы Марии (XVIII в.), курганные могильники (X—XI вв.), фрагменты усадьбы Заслав (XVII—XIX вв.), музеи: «Мельница», «Дом завозников», «Кузница», «Свиран (Амбар)», музейно-выставочный комплекс, музей «ДОТ».
В фондах музея-заповедника «Заславль» хранится около 18 тысяч музейных предметов, более 35 тысяч человек каждый год посещают Историко-культурный музей-заповедник «Заславль».
В 1992 году был открыт музейно-выставочный комплекс на центральной площади города Заславля — это главное здание историко-культурного музея-заповедника «Заславль». Здесь разместились постоянные экспозиции «Зал гобеленов» и «Музыка вячорак», третий зал предназначен для временных выставок. Экспозиция «Музыка вячорак» является единственной выставкой народных музыкальных инструментов в Беларуси.
В 1994 году был открыт музей «Кузница», в 1997 году открылся музей «Свиран», в 2004 году — первый в Беларуси музей «ДОТ», в 2005 году был открыт единственный в Беларуси Детский музей мифологии и леса.
В музее-заповеднике «Заславль» проводятся театрализованные экскурсии, спектакли, музейные занятия.
В 2023 году открылся единственный в Беларуси музей белорусской Маляванки.

## Контакты
Историко-культурный музей-заповедник «Заславль» располагается по адресу: 223036, Республика Беларусь, Минская область, город Заславль, ул. Рыночная, 4.
Директор музея-заповедника «Заславль» — Зезетко Ольга Анатольевна.